# Christian Lell
Christian Lell (nascut el 29 d'agost de 1984 en Múnic, Alemanya) és un futbolista professional alemany que juga com a defensa.